# Bistum Sumbe
Das Bistum Sumbe (lat.: Dioecesis Sumbensis) ist eine in Angola gelegene römisch-katholische Diözese mit Sitz in Sumbe.

## Geschichte
Papst Paul VI. gründete das Bistum Ngunza mit der Apostolischen Konstitution Qui provido Dei  am 10. August 1975 aus Gebietsabtretungen des Erzbistums Luanda, dem es auch als Suffragandiözese unterstellt wurde.
Den Namen Bistum Novo Redondo nahm es am 3. Februar 1977 an. Am 22. Oktober 2006 nahm es den aktuellen Namen an.

## Ordinarien

### Bischof von Ngunza
- Zacarias Kamwenho (1975–1977)

### Bischöfe von Novo Redondo, ab 2006 von Sumbe
- Zacarias Kamwenho (1977–1995), dann Koadjutorerzbischof von Lubango
- Benedito Roberto CSSp (1995–2012), dann Erzbischof von Malanje
- Luzizila Kiala (2013–2021), dann Erzbischof von Malanje
- Firmino David (seit 2023)